# لعبة كروم الديناصور
لعبة الديناصور أو لعبة كروم أو لعبة كروم الديناصور (بالإنجليزية:Dinosaur Game or Chrome Dinosaur Game) والمعروفة أيضًا باسم لعبة تي ريكس (T-Rex) أو الديناصور العداء (Dino Runner) وهي لعبة مدمجة ومدرجة ضمن متصفح الويب جوجل كروم، وتعمل فقط في حال انقطاع الإنترنت أو عدم وجود اتصال ثابت  ويمكن الوصول إليها عن طريق علامة التبويب الجديدة بالضغط على مفتاح المسافة أو المسطرة في لوحة المفاتيح في الحاسوب المكتبي، ومن خلال الهواتف المحمولة الذكية بالضغط على الشاشة وتعمل اللعبة على مبدأ الركض لجمع أكبر عدد من النقاط، وتحتوي اللعبة على عدد من العقبات التي تظهر للاعبين خلالها مثل الطائر ونبات الصبار، وبالوصول إلى 450 نقطة يظهر لهم الزاحف المجنح، وفي مايو 2016 تم إضافة الوضع الليلي ويكون متاحًا بعد الوصول إلى 700 نقطة،  وقد صدر لها 10 نسخ مختلفة تتبع نفس مبدأ اللعب بأشكال وشخصيات مختلفة.
تم إنشاؤها سنة 2014 من قبل سيباستيان غابرييل مسؤول التصميم البصري في نظام تشغيل جوجل كروم وكروم أو إس وأندرويد وأصبحت اللعبة متوفرة منذ شهر سبتمبر إلا أنها لم تعمل على جميع المنصات، خاصة أجهزة أندرويد القديمة، وهو ما تتطلبَ إعادة برمجة اللعبة وإطلاقِها من جديد على جميع أنظمة التشغيل في شهر ديسمبر من العام نفسه. وقد صدر لها تحديث سنة 2018 ضمن الاحتفال بالذكرى السنوية العاشرة للمتصفح تضمنت عدد من الخصائص منها القدرة على جمع الكعك وارتداء قبعة الميلاد، بالإضافة لظهور بعض البالونات في الخلفية، وأيضا ظهور بيضة الفصح التي تتواجد طوال شهر سبتمبر من كل سنة.
حظيت اللعبة على انتشار واسع ووصل معدل اللعب فيها إلى أكثر من 270 مليون مرة شهريًا وعلى هذا أطلقت الشركة في 24 أغسطس 2020 نسخة خاصة ومحدثة من اللعبة تحمل اسم دينو السيوف (Dino Swords) بالتعاون مع شركتي (MSCHF) و (100 Thieves) القائمين على تطويرها وكان من أبرز التحديثات إتاحة مجموعة متنوعة من 26 سلاحًا للاعبين وترتبط الأسلحة بلوحة المفاتيح موزعة على الحروف الأبجدية الإنجليزية على شكل رموز مختلفة وتظهر خلال اللعب ويمكن للاعبين استخدامها، وتتنوع الأسلحة من خلال مميزاتها وقدراتها الدفاعية فهناك أسلحة ذات فاعلية قوية والأخرى عديمة الفاعلية ومنها قد تؤدي للخسارة خلال رحلة اللاعب لمحاربة الطائر ونبات الصبار.

## الفكرة والطرح
جاء طرح الفكرة الأساسية للعبة في أوائل عام 2014 «كعداء لا نهاية له» وتميزة الفكرة بالعودة إلى «عصر ما قبل التاريخ» قبل التقدم التكنولوجي وعندما لم تكن شبكات الإنترنت والواي فاي متوفرة  وإجتمع فريق التصميم «إدوارد جونغ، وسيباستيان غابرييل وآلان بيتس» لنقل زمن الديناصورات من العصر الطباشيري إلى المتصفح الحديث، وكانت الروسومات البسيطة جزءًا مهما لتكوين اللعبة من نبات الصبار والصحراء، وكان الحفاظ على الحركة الجامدة للتذكير بأسلوب ألعاب الفيديو القديمة مع الإعتماد على ثلاث حركات أساسية وهي الركض والإنحناء والقفز وفي حين أن النمط المرئي للرسومات وانخفاض دقة البيكسلات الموجودة في اللعبة هو إشارة لوجود خطأ في متصفح كروم وهو «فقدان اتصال الإنترنت»

## عن اللعبة والتشغيل
يبدأ عمل اللعبة عندما يفقد المستخدم الإنترنت على متصفح جوجل كروم أو أن يكون غير متصل بالإنترنت إما على الحاسوب المكتبي أو الهاتف الذكي وتظهر رسالة قبل بدء تشغيل اللعبة (أنت غير متصل بالإنترنت) ويظهر رسم توضيحي للديناصور في الأعلى ويؤدي النقر عليه لتشغيل اللعبة عن طريق مفتاح المسافة أو الفأرة.
| لايوجد سبب وجية لعدم استخدام كروم فقط لمجرد قطع شبكة الواي-فاي وأن وقت التعطل لا يجب أن يمنعك من استخدام متصفح كروم في أي حال |
| —فريق جوجل كروم |

وذكر فريق العمل من جوجل كروم أنه يتم لعب اللعبة 270 مليون مرة شهريًا سواءًا من أجهزة الحاسوب المكتبي أو الهواتف الذكية وتشكل الدول التي لا تتمتع بجودة إنترنت عالية أو أن فيها خدمة الإنترنت باهظة الثمن مثل الهند والبرازيل والمكسيك وإندونيسيا هي الأكثر إستخداما للعبة خصوصًا عند الأطفال وطلاب المدارس مما أجبر فريق التطوير من كروم على منح مسؤولي المؤسسات التعليمية طريقة لتعطيل اللعبة لسهولةِ استخدامِها عند الطلاب خلال الحصص الدراسية، وعن الوقت المستغرق للتغلب على جميع مراحِلها ذكر الفريق أنه يتطلب من اللاعب لعب ما يقارب 17 مليون عام لعبًا متواصلًا، وهذا للإشارة إلى المقدار الزمني والوقت التي كانت فيها التيرانوصور حية على الأرض، وفي حال وصل اللاعب لجميع مراحل اللعبة أو عندما يحاول لعب اللعبة من جديد يقوم مسؤول الكمبيوتر بتعطيل اللعبة وسيتلقى رسالة خطأ مع صورة نيزك قادم على الديناصور تحت عنوان (إن مسؤول هذا الكمبيوتر قد أوقف تشغيل اللعبة).

## التصميم وطريقة اللعب

صورة جي آي إف للعبة خلال اللعب مع تحديث 2018.

جاء تصميم اللعبة كمحاكاة لزمن الألعاب الكلاسيكية القديمة مثل لعبة سوبر ماريو في عام 1985، وخلال تصميم اللعبة اقترح المصممون أن يتم وضع العديد من الخيارات للاعبين لكن هذه المقترحات جميعها قد تم رفضها لكي لا تفقد اللعبة طابعها البدائي والكلاسيكي، ويعود مجسم اللعبة لفئة الديناصورات من نوع التيرانوصور.
تبدأ اللعبة بمسار صحراوي مستقيم مع حركة ثابتة لمجسم التيرانوصور وغيوم في الخلفية وبعض العقبات التي تواجه اللاعبين مثل نبات الصبار والطائران الأسود والأصفر وتزداد صعوبة اللعبة بزيادة سرعة المسار وبنسبة أكبر كلما تقدم اللاعب في المراحل، والهدف هو جمع أكبر عدد من النقاط دون خسارة واحدة وعند حدوث الخسارة يعيد اللاعب الكَرّة من جديد، وتعتبر أدنى درجة يمكن الحصول عليها هي 43 نقطة من وقت البدء.
وخلال اللعبة يتحول لون الخلفية من النهار وتكون خلفية بيضاء وخطوط وأشكال سوداء، إلى الليل وتكون خلفية سوداء وخطوط وأشكال بيضاء وهذا عندما يصل اللاعب إلى 700 نقطة بعد بلوغ معالم معينة من مراحل اللعبة، وعند الوصول إلى 900 نقطة يتم تبديل نظام الألوان ويحدث التبديل بشكل مستمر في مراحل لاحقة أخرى، ويمكن للاعبين لعبها عن طريق مفتاح المسافة أو المسطرة في لوحة المفاتيح أو من خلال السهم العلوي للقفز والسفلي للإنحناء أو عن طريق فأرة الحاسوب بالضغط على زر اليسار في مربع اللعب.

## التطوير
| لا يوجد شيء ممتع بشأن طردك بلا اتصال بالإنترنت، إلا إذا كان لديك لعبة دينو ودود للحفاظ على صحبتك. والتي تظهر في علامة التبويب الجديدة عندما يجد مستخدمين الكروم أنفسهم غير متصلون بالإنترنت، فقط اضغط على مفتاح المسافة ويتحول الدينو إلى لعبة عداء |
| —إدوارد جونغ: مهندس تجربة المستخدمين |

أثناء رحلة التطوير أعطيت اللعبة الاسم الرمزي (مشروع بولان) في إشارة إلى مغني الروك الرئيسي مارك بولان من فرقة تي ريكس سنة 1967، وعلى هذا أصدرت لأول مرة عبر نظام التشغيل اندرويد بتاريخ سبتمبر 2014 لكنها فشلت في الأداء للأجهزة القديمة، ثم تمت إعادة كتابة رموز اللعبة وإعادة إصدارها في ديسمبر من نفس العام لتشمل جميع المنصات من (مايكروسوفت ويندوز، وماك أو إس، وآي أو إس، وآي باد أو إس) وأضيف لها بعض الخصائص مثل الزاحف المجنح والوضع الليلي.
وفي مناسبة عيد ميلاد جوجل كروم العاشر في شهر سبتمبر 2018، تمت إضافة ميزة البحث عن كعكة عيد الميلاد الكلاسيكية والبالونات وقبعة عيد الميلاد وفي نوفمبر 2018 قدمت ميزة حفظ نتائج اللاعبين مع الإصدار 72 من المتصفح ويتم أيضًا مزامنة النتائج على البريد الإلكتروني وفي أغسطس 2020 تم إصدار نسخة جديدة ومعدلة من اللعبة حملة اسم (دينو السيوف - Dino Swords) وأصبحت متاحتًا للاعبين مع مجموعة من الأسلحة والحبوب فمنها ذات جدوى والأخرى عديمة الجدوى، وتم إنشاء صفحة خاصة للعبة حيث يمكن للمستخدمين لعب اللعبة دون الاتصال بالإنترنت.

## دينو السيوف (إصدار مطور 2020)

صورة جي آي إف للديناصور في إصدار دينو السيوف وهو يحمل الأسلحة.

طرحت الشركة النسخة المطورة من اللعبة تحت اسم دينو السيوف (بالإنجليزية: Dino Swords) في 24 أغسطس 2020 والتي قام على تطويرها بالشراكة بين شركتي (MSCHF) و (100 Thieves) والتي تأخذ طابع وأسلوب ألعاب الفيديو الكلاسيكية، ويمنح التحديث الجديد 26 سلاحًا لاستخدامها والتي تظهر تباعًا على شاشة اللاعب ويمكن استخدامها عن طريق الحروف التي تكون موضحة أسفل مربع اللعبة معلمة بالحروف الأبجدية الإنجليزية وبمجرد الضغط على أي من الحروف يكون السلاح قيد الاستخدام، وفي حال خسر اللاعب يفقد جميع الأسلحة التي كان قد ادَّخَرَها خلال اللعب.
ذكر فريق العمل في تصريح لموقع ذا فيرج عن أسباب إصدار تحديث جديد من اللعبة، قال دانيال جرينبيرج رئيس الإستراتيجية (اللعبة هي آخر ما تبقى من العصر الذهبي للألعاب مثل ألعاب الفلاش وميني كليب وأديكتين جيمز وأن تعديل اللعبة يجعلها أفضل في الشكل واللعب). وذكر أيضًا ماتيو هاج الرئيس التنفيذي ومالك شركة 100 Thieves، (اللعبة تأخذ الطابع الكلاسيكي ومع التحديث سوف يجعلها نابضة بالحياة باستخدام 26 سلاحًا للمساعدة في الجري والكثيرون يشيدون بأسلحة ألعاب الفيديو الكلاسيكية، التي بعضها قوي جدًا وبعضها الآخر عديم الفائدة).

## أنواع الأسلحة في دينو السيوف
| - 1- Q الساطور - 2- W المسدس - 3- E نعال الشاطئ - 4- R شعلة النار - 5- T شوريكين - 6- Y الصراخ - 7- U المنشارالكهربائي - 8- I - 9- O هالبيرد - 10- P ركلة القفز | - 11- A سيجارة - 12- S رشاش - 13- D سيف ذو حدين - 14- F دفع الاحترام - 15- G ماء مقدس - 16- H بندقية البابي - 17- J قاذفة قنابل - 18- K عقاقير مسببة للاكتئاب - 19- L الأجزاء العلوية - 20- Z | - 21- X بندقية الليزر - 22- C الحرب الكيميائية - 23- V مضرب البيسبول - 24- B الانحناء والسهم - 25- N - 26- M شاكوش |

## إصدرات اللعبة الكاملة
| - نسخة كروم الديناصور تي ريكس «الإصدار النهاري» - نسخة تي ريكس العداء «الإصدار الليلي» - نسخة دينو تي ريكس العداء «الإصدار الملون» - نسخة سوبر ماريو العداء - نسخة باتمان مقابل الجوكر | - نسخة غدزيلا العداء - نسخة بابا نويل العداء - نسخة ناروتو العداء - نسخة رجل الهالوين العداء - نسخة دينو السيوف «مدجج السلاح» |